# Жуковський Леонід Йосипович
Леоні́д Йо́сипович Жуко́вський (21 січня 1924, Київ —  2000) — український клініцист, історик медицини.

## Життєпис
Був учасником Другої світової війни. 1952 року закінчив із відзнакою Київський медичний інститут. Будучи студентом медичного інституту, заочно навчався на історичному факультеті Київського університету, який закінчив 1948 року з відзнакою.